# X (disc)
X és el quart àlbum del grup català Inadaptats. El disc va ser llençat el 1999. El treball conté 12 cançons. A diferència dels treballs anteriors aquest disc té més rap, ska, dub, ragga i música electrònica. És considerat un dels treballs més complets del grup vilafranquí. Segons la revista Enderrock, forma part dels 100 millors discos del rock i la cançó en català.

## Llista de cançons
| Núm. | Títol                                     | Durada |
| ---- | ----------------------------------------- | ------ |
| 1.   | «Inadaptats X (remix)»                    | 2:41   |
| 2.   | «Orgull de classe»                        | 3:43   |
| 3.   | «O.T.A.N.»                                | 4:38   |
| 4.   | «Metamorfosi»                             | 2:54   |
| 5.   | «Pep»                                     | 2:30   |
| 6.   | «Festa sí, lluita també»                  | 2:18   |
| 7.   | «Falsos culpables i presumptes innocents» | 4:44   |
| 8.   | «Demòcrates»                              | 1:38   |
| 9.   | «Foc»                                     | 3:36   |
| 10.  | «Odi»                                     | 3:01   |
| 11.  | «Generació X»                             | 4:26   |
| 12.  | «Inadaptats X»                            | 4:02   |